# وزارة شؤون المحاربين القدامى (الولايات المتحدة)
وزارة شؤون المحاربين القدامى (بالإنجليزية:  وزارة شؤون المحاربين القدامى)‏ تعرف اختصارًا بأول حرفين من اسمها الإنجليزي (VA أو DVA) هي وزارة حكومية أمريكية تأسست سنة 1930 و أعتمدت كوزارة في مجلس الحكومة سنة 1989 هي جهاز توفير المنفعة العامة للعسكريببن القدامى .

بلغ إجمالي ميزانية عام 2009 من حوالي 87.6 مليار رمز الدولار، حيث توظف هذه الوزارة ما يقرب من 345,000 شخص في مئات المرافق لشؤون المحاربين القدامى منها : الطبية والعيادات و المكاتب المعاشات، ومسؤولة عن إدارة برامج فوائد المحاربين القدامى لصالحهمو ولعائلاتهم، والناجين. في عام 2012، كانت الميزانية المقترحة 132 مليار رمز الدولار. [1]و في كان 2014 طلبت هذه الوزارة ميزانية 152.7 مليار رمز الدولار. وشملت هذه 66.5 رمز الدولار في الموارد التقديرية و86.1 $ في التمويل الإلزامي. طلب الميزانية التقديرية يمثل زيادة قدرها 2.7 مليار رمز الدولار، أو 4.3 في المئة عن العام 2013. [2]

ويتولى إدارتها سكريتير وزارة شؤون المحاربين القدامى.

## تاريخ نشأتها

### المؤتمر القاري
شجع المؤتمر القاري في سنة 1776م تجنيدهم أثناء حرب الاستقلال الأمريكية من خلال توفير المعاشات التقاعدية للجنود المعطوبين . وقدمت الرعاية الطبية والمستشفيات مباشرة لمعطوبي الحرب في الأيام الأولى في الولايات المتحدة من قبل الولايات الفدرالية والمجتمعات الفردية. في عام 1811، وأذن أول منشأة رعاية طبية لقدامى المحاربين من قبل الحكومة الاتحادية، ولكن لم تفتح حتى سنة 1834. في القرن ال19، تم توسيع برنامج المساعدة قدامى المحاربين في البلاد لتشمل المزايا والمعاشات التقاعدية ليس فقط لقدامى المحاربين، ولكن أيضا أراملهم والمعالين.

## بعد الحرب الأهلية الأمريكية
بعد نهاية الحرب الأهلية الأمريكية في عام 1865، تم إنشاء دور لرعاية معطوبي الحرب . حيث كانت الرعاية الحكومية لمعطوبي الحرب متاحة لجميع قدامى المحاربين في مراكز الدولة، وتقدم العلاج الطبي في المستشفيات لجميع الإصابات والأمراض الناجمة عن المعارك والحروب. ويهتم هذه الوزارة بالمعوزين والمعوقين من الحرب الأهلية، الحروب الهندية، الحرب الاسبانية الامريكية، و فترة حرب الحدود المكسيكية وكذلك معالجتهم الأعضاء العاديين للقوات المسلحة في هذه الدور.
‌